# Saint-Constant-Fournoulès
Saint-Constant-Fournoulès è un comune francese del dipartimento del Cantal della regione dell'Alvernia-Rodano-Alpi.
È stato creato il 1º gennaio 2016 dalla fusione dei preesistenti comuni di Saint-Constant e Fournoulès.
Il capoluogo è la località di Saint-Constant.